# Rubin Williams
Rubin Williams (født 9. april 1976 i Detroit, Michigan) er en amerikansk bokser. Hans største modstandere har været Jeff Lacy, Andre Ward og Allan Green som han alle har tabt til.

## Professionelle karriere
Kendt som "Mr. Hollywood", begyndte Williams sin professionelle karriere i 2001 og i 2005 udfordrede han IBF-supermellemvægttitel-indehaveren Jeff Lacy, men tabte via TKO. I 2007 fik han dømt uafgjort med udfordreren Antwun Echols.
Williams har en rekordliste på 29-15-1 som professionel bokser. Efter sit nederlag mod Allan Green har han tabt sine seneste 12 kampe.

## The Contender
Han var en af de fremhævede boksere i Sæson  , af bokse reality tv- serien The Contender, som havde premiere 4. september i 2007 på ESPN. Williams blev elimineret i den første episode af serien.

## Mixed martial arts
Williams blev besejret, ved underkastelse (Kimura), i hans MMA debut mod Kazushi Sakuraba på DREAM 11 den 6. oktober 2009.